# Маковецкий, Сергей Васильевич
Серге́й Васи́льевич Макове́цкий (род. 13 июня 1958, Киев, Украинская ССР, СССР) — советский и российский актёр театра, кино, телевидения, озвучивания и дубляжа; народный артист Российской Федерации (1998), лауреат Государственной премии Российской Федерации (2000). Обладатель кинопремий «Ника» (1994, 2004), «Золотой орёл» (2008, 2013, 2014) и «Золотой овен» (1994).

## Биография
Сергей Маковецкий родился 13 июня 1958 года в Киеве. Носит фамилию матери — Маковецкой Анны Григорьевны (ум. 2001), так как его отец Василий ушёл из семьи ещё до его рождения. Мать работала на киевском заводе искусственных кож «Вулкан». Детство актёра прошло в дарницкой новостройке.
Учась в киевской средней школе № 126, Маковецкий занимался спортом — фигурным катанием и водным поло. Учительница английского языка Татьяна Петровна Соловкина, будучи режиссёром и вдохновителем одного из школьных театров Киева, пригласила его сыграть роль Аркашки Счастливцева в пьесе «Лес» Александра Островского. Маковецкий вспоминал, что выучил роль за день, а во время спектакля добавил хромоту своему герою, чтобы не отвлекаться на волнение. После исполнения этой роли Маковецкий захотел стать актёром.
В Киевский государственный институт театрального искусства, куда он пробовал поступать, его не приняли. Тогда Маковецкий пошёл работать в Государственный академический театр русской драмы имени Леси Украинки монтировщиком декораций.
В 1976 году Маковецкий отправился в Москву поступать в театральные вузы. Пробовал поступать в Школу-студию МХАТ, но принимавший экзамены Константин Райкин и набиравший в тот год курс Олег Табаков его не приняли. Маковецкому удалось поступить в Высшее театральное училище имени Б. В. Щукина на актёрский курс, художественным руководителем которого была народная артистка РСФСР Алла Александровна Казанская. По окончании училища в 1980 году актёр был принят в труппу Государственного академического театра имени Е. Б. Вахтангова, где служит и поныне, сыграв около тридцати ролей.
С 1982 года начинается кинематографическая карьера актёра.
Сергей Маковецкий прожил пятнадцать лет в общежитии, в том числе уже после получения почётного звания «заслуженный артист Российской Федерации» (1992).
В 2013 году принял участие в создании клипа «Мы летим» на песню из благотворительного мультсериала «Летающие звери» и снялся там.

### Личная жизнь
Жена — Елена Маковецкая. Поженились в 1983 году. Общих детей нет. У жены есть сын Денис от предыдущего брака и двое внуков.

## Творчество

### Роли в театре

#### Театр имени Е. Б. Вахтангова
- 1980 — «Дайте мне старуху!», водевиль Василия Савинова (режиссёр — Евгений Симонов) — Карп Силыч Полуда, актёр, декоратор и на все руки мастер
- «Мистерия-буфф» Владимира Маяковского — Негус абиссинский
- «Правда памяти» — строитель
- «И дольше века длится день» по одноимённому роману Чингиза Айтматова — проводник
- «Роза и крест» Александра Блока — доктор
- «Раненые» (режиссёр — Рубен Симонов) — пленный
- «Скупщик детей» — Берри Радд
- «Ключ к сновидениям» — студент
- 1987 — «Брестский мир» Михаила Шатрова (постановка — Роберт Стуруа) — Сидоренко
- 1989 — «Зойкина квартира» Михаила Булгакова (режиссёр — Гарий Черняховский) — Ган-Дза-Лин (он же Газолин), китаец, 40 лет
- 1990 — «Уроки мастера» Дэвида Паунелла (постановка — Роман Виктюк) — Дмитрий Дмитриевич Шостакович, советский композитор
- 1991 — «Государь ты наш, батюшка…» по пьесе «Детоубийца» Фридриха Горенштейна (сценическая композиция, постановка и режиссура — Пётр Фоменко) — Алексей Петрович, наследник российского престола
- 1994 — «Я тебя больше не знаю, милый» Альдо де Бенедетти (постановка и музыкальное оформление — Роман Виктюк; премьера спектакля состоялась 5 октября 1994 года) — Паоло Мальпьери, адвокат
- 1998 — «Амфитрион» Мольера (режиссёр-постановщик — Владимир Мирзоев) — Амфитрион, фиванский полководец
- 2000 — «Отелло» Уильяма Шекспира (постановка — Евгений Марчелли) — Яго, хорунжий Отелло
- 2002 — «Ревизор» Н. В. Гоголя (режиссёр-постановшик — Римас Туминас) — Антон Антонович Сквозник-Дмухановский, городничий
- 2002 — «Чайка» А. П. Чехова (режиссёр-постановщик — Павел Сафонов) — Борис Алексеевич Тригорин, беллетрист
- 2009 — Дядя Ваня А. П. Чехова (постановка — Римас Туминас; премьера спектакля состоялась 2 сентября 2009 года) — Иван Петрович Войницкий (дядя Ваня), сын Марии Войницкой (вдовы тайного советника)
- 2013 — «Евгений Онегин» по одноимённому роману А. С. Пушкина (идея, литературная композиция и постановка — Римас Туминас; премьера спектакля состоялась 13 февраля 2013 года) — Евгений Онегин
- 2014 — «Улыбнись нам, Господи» по одноимённому роману Григория Кановича (инсценировка и постановка — Римас Туминас; премьера спектакля состоялась 7 марта 2014 года) — Эфраим Дудак
- 2017 — «Мнимый больной» Мольера (постановка — Сильвиу Пуркарете[рум.] (из Бухареста), премьера спектакля — 5 мая 2017 года) — Арган, мнимый больной
- 2018 — «Горячее сердце» А. Н. Островского (постановка — Александра Коручекова; премьера спектакля — 18 января 2018 года) — Тарас Тарасыч Хлынов, богатый подрядчик
- 2021 — «Война и мир» по одноимённому роману Л. Н. Толстого (инсценировка и постановка — Римас Туминас; премьера спектакля состоялась 8 ноября 2021 года) — граф Илья Андреевич Ростов

#### Театр Романа Виктюка
- 1991 — «М. Баттерфляй» (по одноимённой пьесе Дэвида Генри Хвана (Хуана)[англ.])
- 1993 — «Рогатка» Николая Коляды

#### Московский государственный академический театр «Современник»
- «Пигмалион» Д. Б. Шоу — Генри Хиггинс

#### Театральное агентство «Арт-Партнёр XXI»
- «Бумажный брак» — Стивен

#### Московский театр юного зрителя
- «Чёрный монах» по рассказу А. П. Чехова — Коврин

#### Театральное агентство «Антракт»
- «Папа» Ф. Зеллер — Андрэ

### Роли в кино
- 1981 — Ожидаются похолодание и снег (короткометражный)
- 1982 — Взять живым — Александр Пролёткин, разведчик
- 1983 — Я, сын трудового народа… — Семён Котко, солдат
- 1983 — Экипаж машины боевой — Гриша Чумак, заряжающий танка
- 1984 — Мальва — Яков Легостев
- 1984 — Полоса препятствий — Лёха
- 1986 — На острие меча — чекист
- 1986 — Завещание — Алексей Угаров (в молодости)
- 1987 — Топинамбуры — Леонид Истомин, композитор-энтузиаст
- 1987 — Жизнь Клима Самгина — Дмитрий Самгин, брат Клима
- 1989 — Мать — жандарм Рылеев
- 1989 — Посвящённый — Лёха, мясник
- 1990 — Сукины дети — Боря Синюхаев
- 1990 — Чернов/Chernov — Костя Шляпин
- 1992 — Наш американский Боря — Борис
- 1992 — Патриотическая комедия — Ильин
- 1992 — Прорва — друг писателя
- 1992 — Ребёнок к ноябрю — Лёша, муж Нади
- 1993 — Макаров — Александр Сергеевич Макаров, поэт
- 1993 — Маленькие человечки Большевистского переулка, или Хочу пива — человечек
- 1993 — Троцкий — Лев Львович Седов
- 1994 — Театр имени меня — рассказчик
- 1994 — Хоровод — Олег Сергеевич Второв, режиссёр театра
- 1995 — Летние люди («Дачники») — Сергей Васильевич Басов, адвокат
- 1995 — Пьеса для пассажира — Олег, проводник
- 1995 — Прибытие поезда (новелла «Трофимъ») — Трофим
- 1995 — Чёрная вуаль — Пётр Дмитриевич Синёв, следователь
- 1996 — Скрипка Ротшильда / Le violon de Rothschild — Дмитрий Дмитриевич Шостакович
- 1996 — Операция «С Новым годом!» — «безнадёжно больной»
- 1997 — Он не завязывал шнурки (другое название «Не было счастья, да несчастье помогло») (Россия-Польша-США) — Станислав
- 1997 — Три истории (история первая «Котельная № 6») — служащий Тихомиров
- 1998 — Ретро втроём — Сергей Кукушкин
- 1998 — Про уродов и людей — фотограф Иоган
- 1998 — Сочинение ко Дню Победы — Чичевикин, следователь-взяточник
- 2000 — Русский бунт — Алексей Иванович Швабрин
- 2000 — Брат 2 — Валентин Эдгарович Белкин
- 2001 — Механическая сюита — Леонид Плюгановский, следователь
- 2001 — Ты да я, да мы с тобой (короткометражный) — Василий
- 2002 — Неудача Пуаро — доктор Джеймс Шеппард
- 2003 — Ключ от спальни — Иваницкий
- 2003 — Третий вариант — Егор Мовчун
- 2004 — 72 метра — Черненко, гражданский врач
- 2005 — Косвенные улики — писатель Феонов
- 2005 — Гибель империи — Александр Михайлович Нестеровский, профессор права / капитан армейской разведки
- 2005 — Жмурки — криминальный авторитет «Корон»
- 2006 — Мне не больно — врач
- 2006 — Неверность — Эдуард Дантонович Костыга
- 2006 — C днём рождения, королева! — Эдуард Андестенд
- 2007 — Карнавальная ночь 2, или 50 лет спустя — Сергей Сергеевич Кабачков (директор Дворца культуры)
- 2007 — Неваляшка — Кирилл Семёныч Расстегаев, тренер
- 2007 — Искушение — Игорь Васильевич, художник
- 2007 — 12 — первый присяжный, учёный-электронщик, инициатор раскола
- 2007 — Русская игра — Пётр Петрович Швохнёв, русский шулер
- 2007 — Душка (Россия, Нидерланды, Украина, Бельгия) — Душка
- 2007 — Ликвидация — «Фима-полужид», друг Гоцмана
- 2007 — Секунда до… — певец
- 2008 — Я считаю: раз, два, три, четыре, пять… — Дмитрий Сергеевич Кратков, писатель
- 2008 — Живи и помни — Михеич, отец Андрея Гуськова
- 2009 — 2-Асса-2 — Пётр Горевой, кинорежиссёр
- 2009 — Поп — священник Александр Ионин
- 2009 — Чудо — Кондрашов, уполномоченный по делам религии
- 2009 — Исаев — Леонид Иванович Никандров, писатель
- 2010 — Утомлённые солнцем 2: Предстояние — капитан Лунин, сотрудник Смерша
- 2010 — Новогодний детектив — Эдуард Геннадьевич
- 2011 — Утомлённые солнцем 2: Цитадель — майор Лунин, сотрудник Смерша
- 2011 — На солнечной стороне улицы — дядя Миша Лившиц
- 2011 — Пётр Первый. Завещание — Александр Данилович Меншиков
- 2011 — Дело гастронома № 1 (телеверсия — «Охота на Беркута») — директор гастронома № 1 Георгий Константинович Беркутов
- 2012 — Жизнь и судьба — физик-ядерщик Виктор Павлович Штрум
- 2012 — Девушка и смерть / Het Meisje en de Dood — врач Николай Бородинский (в старости)
- 2012 — Вечное возвращение — Он
- 2013 — Евгений Онегин / Evgeniy Onegin — Евгений Онегин
- 2014 — Две зимы и три лета — фронтовик Иван Лукашин
- 2014 — ЧБ — Алхан
- 2014 — Умельцы — майор Леонид Николаевич Купцов
- 2014 — Бесы — Павел Дмитриевич Горемыкин, следователь
- 2015 — Родина — Михаил Семёнович Вольский, полковник ФСБ
- 2015 — Тихий Дон — Пантелей Прокофьевич Мелехов, отец Григория
- 2017 — Трасса смерти — Игорь Иванович Мельников, следователь по особо важным делам СК России
- 2017 — Зелёные коты — Эдуард
- 2017 — Знакомство
- 2018 — День до — Павел Евгеньевич Грушевский, министр культуры
- 2018 — Ненастье — Яр-Саныч
- 2018 — Годунов — Иван Грозный
- 2018 — Зулейха открывает глаза — профессор Лейбе
- 2018 — На Париж — Столетов
- 2019 — Подкидыш — Альберт Шкурин, таксидермист
- 2019 — Одесский пароход — капитан парохода «Одесса»
- 2019 — Печень, или История одного стартапа — Костик
- 2020 — Волк — Константин Уманский
- 2020 — Грозный — Иван Грозный
- 2021 — Тайна Лилит — Александр Молочный, преподаватель изобразительного искусства
- 2022 — Пласт — Евгений Сергеевич
- 2022 — Операция «Неман» — Соломатин
- 2022 — Искусство смерти — палач
- 2023 — Праведник — Рувим Янкель
- 2023 — Телохранители — Александр Ильич Акрапович (папа адвоката)

### Телеспектакли
- 1985 — Тевье-молочник — Мотл, портной, муж Цейтл
- 1983 ─ Потоп ─ Хиггинс

### На радио
- 2000 — Жизнь насекомых (моноспектакль по роману Виктора Пелевина) — читает все роли.

В 2001 году радиостанция «Радио России» за радиосериал (30 серий) «Жизнь насекомых» была награждена профессиональной Всероссийской премией имени А. Попова «За открытие новых форм» в номинации «Специальные программы».

### Озвучивание
- 2007 — Груз 200 — Артём (роль Леонида Громова)

Озвучил Князя Киевского в мультфильмах:
- 2004 — Алёша Попович и Тугарин Змей
- 2006 — Добрыня Никитич и Змей Горыныч
- 2007 — Илья Муромец и Соловей-разбойник
- 2010 — Три богатыря и Шамаханская царица
- 2012 — Три богатыря на дальних берегах
- 2015 — Три богатыря. Ход конём
- 2016 — Три богатыря и морской царь
- 2017 — Три богатыря и принцесса Египта
- 2018 — Три богатыря и наследница престола
- 2020 — Конь Юлий и большие скачки
- 2021 — Три богатыря и Конь на троне
- 2023 — Три богатыря и Пуп Земли
- 2024 — Три богатыря. Ни дня без подвига

### Дубляж
- 2010 — Алиса в Стране чудес — Нивенс МакТвисп, Белый Кролик (дублирует Майкла Шина)
- 2016 — Алиса в Зазеркалье — Белый Кролик (дублирует Майкла Шина)

### Документальные фильмы
- «Сергей Маковецкий. Раб сцены» (2008)
- «Сергей Маковецкий. Неслучайные встречи» (2013)

### Клипы
- Алсу: «Зимний сон» (1999)

## Признание и награды

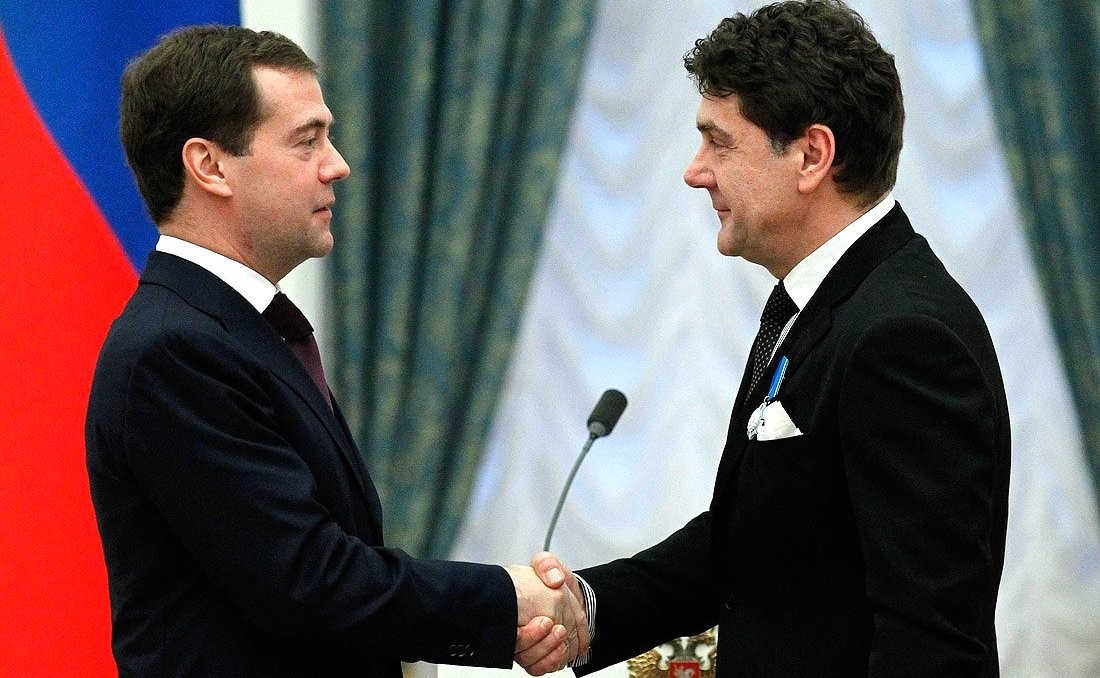
Президент РФ Дмитрий Медведев и Сергей Маковецкий на церемонии награждения орденом Почёта 30 декабря 2010 года.

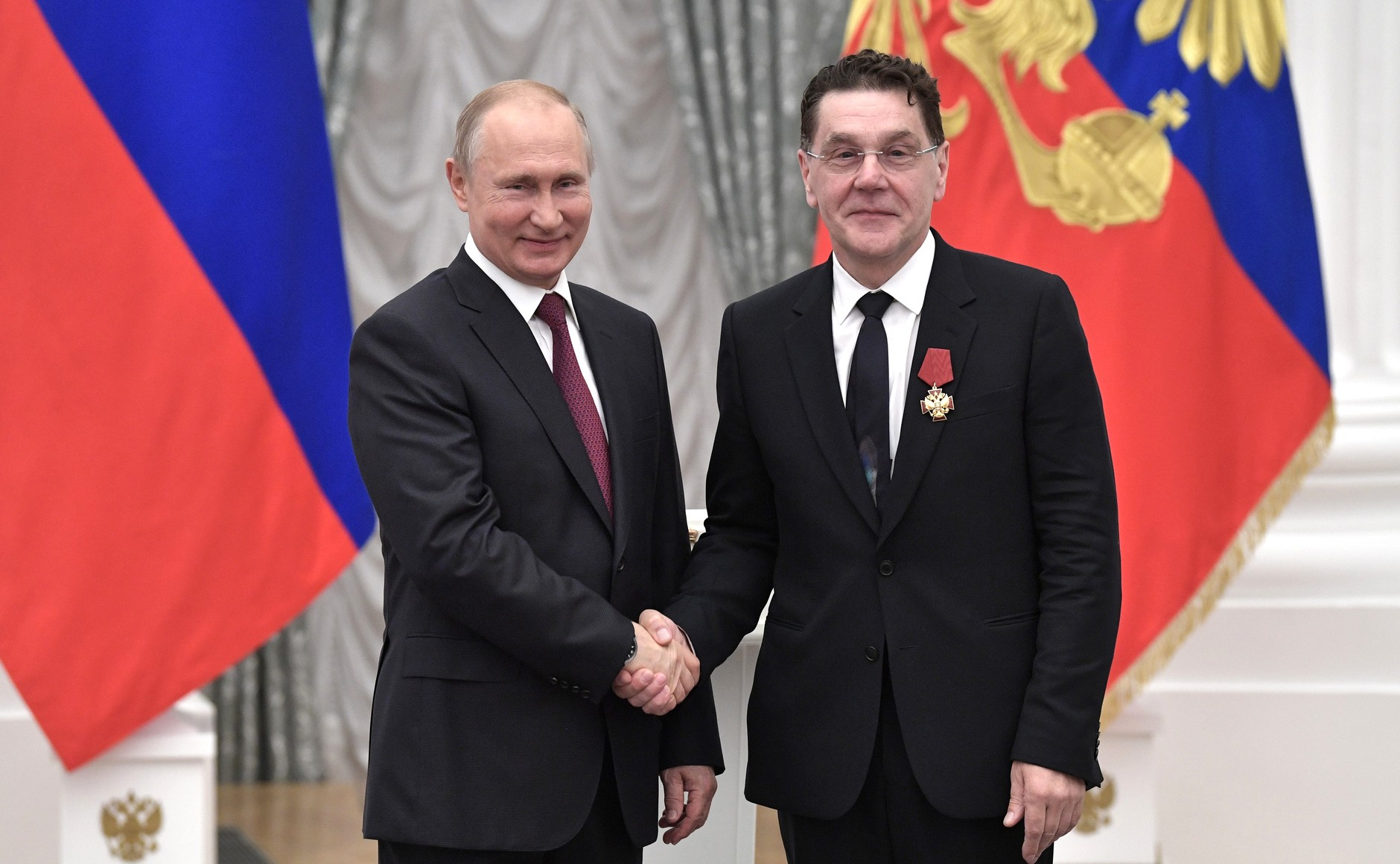
Президент РФ Владимир Путин и Сергей Маковецкий на церемонии награждения орденом «За заслуги перед Отечеством» IV степени 23 мая 2019 года.

- Заслуженный артист Российской Федерации (19 сентября 1992 года) — за заслуги в области искусства[14]
- Премия «Ника» в номинации «Актёр» (1993 год, за фильм «Макаров»)
- Премия «Золотой овен» (1994 год, за фильм «Макаров»)
- Лучший драматический актёр Европы (1994 год)
- Народный артист Российской Федерации (13 октября 1998 года) — за большие заслуги в области искусства[1]
- Государственная премия РФ (2000)[20]
- Премия «Ника» лучшая мужская роль второго плана за фильм «Ключ от спальни»
- Премия «Золотой орёл» за лучшую мужскую роль в кино (совместно с Н. Михалковым, А. Петренко, С.Гармашом, В.Гафтом, Ю. Стояновым, М. Ефремовым, С. Газаровым, В. Вержбицким, А. Горбуновым, Р. Мадяновым, С. Арцибашевым — фильм «12»)
- Орден Почёта (22 января 2010 года) — за заслуги в развитии отечественной культуры и искусства, многолетнюю плодотворную деятельность[21]
- Орден святителя Иннокентия митрополита Московского и Коломенского, III степени, (24 ноября 2010) за исполнение главной роли в фильме «Поп»[22]
- Премия «Золотой орёл» за лучшую мужскую роль на телевидении (2013, 2014)
- Орден святителя Николая Чудотворца от Украинской православной церкви (Московского патриархата) (21 марта 2013 года)[23]
- Орден «За заслуги перед Отечеством» IV степени (16 июля 2018) — за заслуги в развитии отечественной культуры и искусства, средств массовой информации, многолетнюю плодотворную деятельность[24]
- Почётная грамота Президента Российской Федерации (20 сентября 2021) — за большой вклад в развитие отечественной культуры и искусства, многолетнюю плодотворную деятельность[25].
- Орден «За заслуги в культуре и искусстве» (8 декабря 2024) — за большой вклад в развитие отечественной культуры и искусства, многолетнюю плодотворную деятельность[26]